# Aéroport de Crotone
Pour les articles homonymes, voir CRV.
L'aéroport de Crotone (code IATA : CRV • code OACI : LIBC) était un aéroport civil desservant la ville de Crotone en Calabre, en Italie.

### Compagnie aérienne et destinations
| Compagnies | Destinations                                                       |
| ---------- | ------------------------------------------------------------------ |
| Ryanair    | Bergame-Orio al Serio, Bologne-Borgo Panigale, Trévise-Sant'Angelo |

Edité le 05/01/2023